# Lick It Up
Lick It Up ist das elfte Studioalbum der US-amerikanischen Hard-Rock-Band Kiss. Mit Veröffentlichung dieses Albums verzichteten die Mitglieder der Gruppe auf die seit 1973 getragenen Masken und Kostüme und gaben dadurch ihr Markenzeichen auf. Gleichzeitig ist Lick It Up das erste und einzige Album der Gruppe, an dessen Aufnahme Vinnie Vincent als offizielles Mitglied der Band beteiligt war, nachdem er bereits viele Lead-Gitarrenparts des Vorgängeralbums Creatures of the Night eingespielt hatte.

## Entstehungsgeschichte
Kiss hatte nach einem Ausflug in die Welt des Pop-Rock (Dynasty und Unmasked) und dem wenig erfolgreichen Versuch, mit dem Konzeptalbum Music from the Elder Fans zurückzugewinnen, mit Creatures of the Night wieder gewohnte Pfade im Bereich des Hardrock betreten. Leadgitarrist Ace Frehley hatte die Band 1982 verlassen und war für die Creatures of the Night-Tournee durch Vinnie Vincent ersetzt worden. Im April 1982 hatte sich die Band von ihrem langjährigen Manager Bill Aucoin getrennt, Danny Goldberg hatte anschließend die Aufgabe übernommen, Kiss als „Creative Consultant“ zu beraten; faktisch übernahm er Management-Aufgaben.
Die Band nahm den Nachfolger zu Creatures of the Night in vier verschiedenen Studios in New York auf: In den Right Track Studios, den Atlantic Studios, der Hit Factory, und den Record Plant Studios. Für das Songwriting wurden keine Außenstehenden zugelassen; ausschließlich die Mitglieder der Gruppe waren daran beteiligt. Außerdem verzichtete die Band auf die Aufnahme einer Coverversion. Vinnie Vincent beklagte sich in Interviews, die er nach seinem Rauswurf aus der Band 1984 gab, dass er während der Aufnahmen von Gene Simmons und Paul Stanley beschnitten wurde, indem er genaue Vorgaben bekam, wie sein Spiel klingen sollte. Als technisch versierter und moderner Gitarrist, der das Shredding liebte, störte ihn diese mangelnde Freiheit erheblich. Seine Versuche, aus den Vorgaben auszubrechen, waren jedoch erfolglos: Das Solo, das er für den Song Exciter aufgenommen hatte, wurde von Stanley und Simmons durch die Aufnahme eines neuen Solos, dass Rick Derringer eingespielt hatte, ersetzt.
Goldberg riet der Gruppe, sich der Masken und Kostüme zu entledigen, und ihm war klar, dass MTV den ersten Auftritt der Band ohne ihr Markenzeichen zeigen musste. Dies war jedoch leichter gesagt als getan, denn bei MTV war man von der Idee, eine in den 1970er Jahren erfolgreiche Gruppe, die sich schon lange vom kommerziellen Erfolg verabschiedet hatte, wieder in das Licht der Öffentlichkeit zu bringen, nicht besonders überzeugt. Letztlich verstanden die Verantwortlichen beim Sender jedoch, dass man Teil von etwas Besonderem werden würde, wenn sich die Band ihrer Vergangenheit auf diese radikale Weise entledigen würde. Für Kiss war es gleichzeitig die Chance, sich mit der Welt von MTV zu verbinden, mit der sie bisher so gut wie gar nichts zu tun gehabt hatte. Am 18. September 1983 trat die Band um 23.30 Uhr erstmals ohne Schminke und Kostüme vor die Kameras des weltweit immer populärer werdenden Musiksenders. Später tauchte das Ereignis in der Liste der „100 größten TV-Rock & Roll-Momente“ des Musiksenders VH1 auf.

## Veröffentlichung
Lick It Up erschien fünf Tage nach der medienwirksamen Demaskierung am 23. September 1983 auf Schallplatte, MC und CD und wurde das erfolgreichste Album der Gruppe seit Unmasked (1980). Es war das erste Album seit Unmasked, für das von der Recording Industry Association of America (RIAA) eine Goldene Schallplatte vergeben wurde; insgesamt wurden bis dahin etwa 800.000 Exemplare verkauft. Erst 1990 erhielt die Band eine Platinauszeichnung für eine Million verkaufte Einheiten.
Als Singles wurden Lick It Up und All Hell’s Breakin’ Loose veröffentlicht.

## Titelliste
1. Exciter (Paul Stanley, Vinnie Vincent) – 4:10
2. Not for the Innocent (Gene Simmons, Vinnie Vincent) – 4:22
3. Lick It Up (Paul Stanley, Vinnie Vincent) – 3:56
4. Young and Wasted (Gene Simmons, Vinnie Vincent) – 4:05
5. Gimme More (Paul Stanley, Vinnie Vincent) – 3:43
6. All Hell’s Breakin’ Loose (Paul Stanley, Eric Carr, Vinnie Vincent, Gene Simmons) – 4:34
7. A Million to One (Paul Stanley, Vinnie Vincent) – 4:17
8. Fits Like a Glove (Gene Simmons) – 4:04
9. Dance All Over Your Face (Gene Simmons) – 4:16
10. And on the 8th Day (Gene Simmons, Vinnie Vincent) – 4:02

## Tournee
Trotz des Erfolgs von Album und Single wurde die anschließende Lick It Up-Tournee, die am 11. Oktober 1983 in Lissabon begann und am 17. März 1984 in Evansville (Indiana) endete, die am wenigsten besuchte Tournee, die die Band je als Headliner bestritten hatte: Die durchschnittliche Besucherzahl lag bei 5052 Zuschauern. Um Kosten zu sparen, benutzte die Gruppe weiterhin die Bühne, die sie auf der vorhergegangenen Tournee benutzt hatte.
Nach dem Ende der Europatournee am 25. November 1983 wurde Vincent entlassen, aber umgehend wieder in die Gruppe zurückgeholt, da bis zum Beginn der Nordamerika-Tournee am 26. Dezember 1983 kein Ersatzgitarrist gefunden und eingearbeitet hätte werden können. Vincent verlor seinen Job als Gitarrist der Band nach dem Ende der Nordamerika-Tour am 17. März 1984.